# 勝川春童 (2代目)
二代目 勝川春童（にだいめ かつかわ しゅんどう、生没年不詳）とは、江戸時代の浮世絵師。

## 来歴
勝川春英の門人、勝川の画姓を称す。作画期は文化から文政の頃にかけてとされ、文政8年（1825年）建立の勝川春英翁略伝の碑には春英門下12人の名が刻まれており、その二番目に春童の名がある。初代勝川春童が春道と改名したのち、二代目としてその名を継いだのだろうといわれている。
なお勝川春英は享和元年（1801年）或いはその翌年に、摺物「六歌仙図」を勝川春童、勝川春久、勝川春橋、勝川春洞、勝川春徳らと6人の合作で描いているが、春久、春洞、春徳はいずれも春英の門人であり、春橋も春英の門人である可能性が高いことから、この「六歌仙図」を合作した春童も初代ではなく春英門下の二代目春童と見られる。『秘蔵浮世絵大観』10はこの「六歌仙図」を「勝川春英一門合作」としている。